# Sam Phillips
Samuel Cornelius Phillips, född 5 januari 1923 i Florence i Alabama, död 30 juli 2003 i Memphis i Tennessee, var en amerikansk skivbolagsdirektör, grundare av Sun Records.
Phillips är mest känd som den som upptäckte Elvis Presley, men lyfte också fram artister som  Jerry Lee Lewis, Johnny Cash, Roy Orbison, Howlin’ Wolf och Carl Perkins. Han invaldes i Rock and Roll Hall of Fame 1986.